# Liste der Monuments historiques in Bavay
Die Liste der Monuments historiques in Bavay führt die Monuments historiques in der französischen Gemeinde Bavay auf.

## Liste der Bauwerke
| Bezeichnung                 | Beschreibung                                                                     | Standort | Kennzeichnung | Schutzstatus | Datum     | Bild           |
| --------------------------- | -------------------------------------------------------------------------------- | -------- | ------------- | ------------ | --------- | -------------- |
| Stadtbefestigung            | Mittelalterlicher Mauerring, 14. Jahrhundert; im Westen auf römischen Mauerzügen | (Lage)   | PA00107923    | Inscrit      | 1992      |                |
| Gallo-römische Ruinen       | Stadtmauer mit Turmstumpf                                                        | (Lage)   | PA00107362    | Inscrit      | 1862      | weitere Bilder |
| Gallo-römische Ausgrabungen | Stadtmauer, Forum, Portikus etc.; Gebäude mit Hypokausten (10, rue Saint-Maur)   | (Lage)   | PA00107924    | Inscrit      | 1949 1992 | weitere Bilder |
| Antike Ausgrabungen         | siehe PA00107924                                                                 | (Lage)   | PA00107363    | Inscrit      | 1949      | weitere Bilder |

## Liste der Objekte
- Monuments historiques (Objekte) in Bavay in der Base Palissy des französischen Kultusministeriums